# Мусандам
Мусандам или Руус ал-Джибал на арабски: محافظة مسندم е полуостров в Западна Азия, североизточен участък на Арабския полуостров. Разположен е на териториите на държавите Оман и Обединени Арабски Емирства. На запад се мие от водите на Персийския залив, на изток – от водите на Оманския залив, а на север – от водите на Ормузкия проток, съединяващ двата залива. Дължина около 80 km. Бреговете му на запад са ниски, слабо разчленени и покрай тях се простира ивица от коралови рифове. На север и изток бреговете му са силно разчленени и стръмни. Почти целият полуостров е зает от крайните северни разклонения на планината Хаджар (Омански планини) с максимална височина 2057 m. На западния му бряг е разположен град Рас ал-Хайма в ОАЕ.